# Architectura
Architectura was een Nederlands architectuurtijdschrift. Het werd uitgegeven tussen 1893 en 1926 en was het orgaan van architectengenootschap Architectura et Amicitia.

## Geschiedenis
Architectura stond aanvankelijk onder redactie van H.G. Janssen, G.A. Zeeman, W. Kromhout, M. de Jongh en Paul J. de Jongh. Op 1 januari 1927 werd het tijdschrift gefuseerd met het Bouwkundig Weekblad.